# ريتشارد فيلت
ريتشارد فيلت (بالإنجليزية: Dick Felt)‏ هو لاعب كرة قدم أمريكية أمريكي، ولد في 4 مارس 1933 في ليهي في الولايات المتحدة، وتوفي في 17 نوفمبر 2012 في بروفو في الولايات المتحدة.

## وصلات خارجية
- ريتشارد فيلت على موقع مرجع كرة القدم المحترفة.كوم (الإنجليزية)